# Lauraceae
Lauraceae este o familie de plante angiosperme din ordinul Laurales. Familia cuprinde aproximativ 55 de genuri și peste 2000 de specii. Majoritatea speciilor sunt răspândite în regiunile calde tropicale, în special în Asia de Sud și Brazilia. Cele mai multe plante sunt aromatice, veșnic verzi. Lauraceele sunt reprezentate de arbori și arbuști.